# アイドルマスター シャイニーカラーズ (アニメ)
『アイドルマスター シャイニーカラーズ』（THE IDOLM@STER SHINY COLORS）は、ポリゴン・ピクチュアズ制作による日本のテレビアニメ。1st seasonは2024年4月から6月までテレビ東京ほかにて放送された。2nd seasonは2024年10月から12月までテレビ東京ほかにて放送された。バンダイナムコエンターテインメントが展開するメディアミックス作品『アイドルマスター シャイニーカラーズ』を原作としたアニメ作品。略称は「シャニアニ」。

## 概要
2023年3月19日に開催された「THE IDOLM@STER SHINY COLORS 5thLIVE If I_wings.」2日目公演にてテレビアニメ化が発表され、2024年に放送されることが発表された。また、テレビ放送に先駆けて2023年10月27日より全国の映画館にて全話先行上映も実施された。
2024年3月3日に開催された「THE IDOLM@STER SHINY COLORS 6thLIVE TOUR Come and Unite! Brilliant Blooms」2日目公演にて、『アイドルマスター シャイニーカラーズ 2nd season』が2024年秋から放送されることが発表された。また、同じくテレビ放送に先駆けて2024年7月5日より全国の映画館にて全話先行上映も実施された。
テレビ東京では1st seasonの本放送終了後、2024年6月29日に「全12話総集編」が放送された。また、2nd seasonの本放送終了後、「全12話総集編」が2024年12月28日にテレビ東京、同月30日にBS11でそれぞれ放送された。
アニメーションキャラクターおよび衣装デザインを担当する福士亮平は本作品について、283プロのアイドル達がどのような色に輝くのかを「はじまり」とし、生まれたばかりの翼が体を包み込み、垣間見えるそれぞれの光がほんの少し胸に輝くものを衣装に描いたという。
1st seasonでは、育成シミュレーションブラウザゲームのサービス開始時点で登場していたイルミネーションスターズ・アンティーカ・放課後クライマックスガールズ・アルストロメリアの4つのユニットが登場する。2nd seasonではストレイライトとノクチルも登場する。

## あらすじ
「アイドルに興味はないか？」と、公園で偶然出会った芸能事務所「283プロダクション」に所属するプロデューサーに声をかけられた櫻木真乃。それを機に283プロに入った真乃が出会ったのは、同じくアイドルを目指す風野灯織と八宮めぐるだった。そして、3人は出会いによってユニットを結成することになる。
アイドルたちは手を伸ばすことで空に飛び立つことができることを知り、そこに集まった4つのユニットは絆を結び光を目指していく。大空の下で、翼が羽ばたくストーリーが幕を開ける。

## 登場人物

### 283プロ

#### イルミネーションスターズ（illumination STARS）
櫻木 真乃（さくらぎ まの）
声 - 関根瞳
風野 灯織（かざの ひおり）
声 - 近藤玲奈
八宮 めぐる（はちみや めぐる）
声 - 峯田茉優

#### アンティーカ（L'Antica）
月岡 恋鐘（つきおか こがね）
声 - 礒部花凜
田中 摩美々（たなか まみみ）
声 - 菅沼千紗
白瀬 咲耶（しらせ さくや）
声 - 八巻アンナ
三峰 結華（みつみね ゆいか）
声 - 希水しお
幽谷 霧子（ゆうこく きりこ）
声 - 結名美月

#### 放課後クライマックスガールズ
小宮 果穂（こみや かほ）
声 - 河野ひより
園田 智代子（そのだ ちよこ）
声 - 白石晴香
西城 樹里（さいじょう じゅり）
声 - 永井真里子
杜野 凛世（もりの りんぜ）
声 - 丸岡和佳奈
有栖川 夏葉（ありすがわ なつは）
声 - 涼本あきほ

#### アルストロメリア（ALSTROEMERIA）
大崎 甘奈（おおさき あまな）
声 - 黒木ほの香
大崎 甜花（おおさき てんか）
声 - 前川涼子
桑山 千雪（くわやま ちゆき）
声 - 芝崎典子

#### ストレイライト（Straylight）
2nd seasonから登場。
芹沢 あさひ（せりざわ あさひ）
声 - 田中有紀
黛 冬優子（まゆずみ ふゆこ）
声 - 幸村恵理
和泉 愛依（いずみ めい）
声 - 北原沙弥香

#### ノクチル（noctchill）
2nd seasonから登場。
浅倉 透（あさくら とおる）
声 - 和久井優
樋口 円香（ひぐち まどか）
声 - 土屋李央
福丸 小糸（ふくまる こいと）
声 - 田嶌紗蘭
市川 雛菜（いちかわ ひなな）
声 - 岡咲美保

#### シーズ（SHHis）
2nd seasonアソビストア特装版 Blu-ray BOX収録予定の特別編に登場予定。
七草 にちか（ななくさ にちか）
声 - 紫月杏朱彩
緋田 美琴（あけた みこと）
声 - 山根綺

#### 社員
プロデューサー
声 - 夏目響平
七草 はづき（ななくさ はづき）
声 - 山村響
ボーカル・ダンスレッスンのトレーナーも兼任している。
天井 努（あまい つとむ）
声 - 津田健次郎
他シリーズの社長と同じく、顔全体は映されない。

#### その他の登場人物
高宮 克広（たかみや かつひろ）
声 - 松山鷹志
撮影監督。アンティーカのMVの撮影を担当する。

## スタッフ
|                                    | 1st sesaon                         | 2nd season                         |
| ---------------------------------- | ---------------------------------- | ---------------------------------- |
| 製作・原作                         | バンダイナムコエンターテインメント | バンダイナムコエンターテインメント |
| 企画                               | 藤原孝史                           | 宇田川南欧                         |
| 監督                               | まんきゅう                         | まんきゅう、岩田健志               |
| 副監督・CGディレクター             | 岩田健志                           |                                    |
| CGディレクター                     | 菅井進                             | 菅井進                             |
| シリーズ構成・脚本                 | 加藤陽一                           | 加藤陽一                           |
| アニメーションキャラクターデザイン | 福士亮平                           | 福士亮平                           |
| 色彩設計                           | 野地弘納                           | 野地弘納                           |
| 美術監督                           | 吾田愛美（KUSANAGI）               | 吾田愛美（KUSANAGI）               |
| 音響監督                           | 八木橋正純                         | 八木橋正純                         |
| 音楽                               | 三澤康広                           | 三澤康広                           |
| レーベル                           | ランティス                         | ランティス                         |
| 音楽プロデューサー                 | 長尾拓馬                           | 長尾拓馬                           |
| 音楽制作                           | 鈴木晶也、小椋裕也、中邨剛也       | 鈴木晶也、小椋裕也、中邨剛也       |
| ブランドプロデューサー             | 高山祐介                           | 高山祐介                           |
| プロデューサー                     | 池田ななこ、冨田功一郎             | 池田ななこ                         |
| アニメーションプロデューサー       | 上村涼介                           | 上村涼介                           |
| アニメーション制作                 | ポリゴン・ピクチュアズ             | ポリゴン・ピクチュアズ             |
| 配給                               | 松竹ODS事業室                      | 松竹ODS事業室                      |

## 楽曲

### オープニングテーマ
「ツバサグラビティ」
シャイニーカラーズによる第1期オープニングテーマ。作詞はこだまさおり、作曲・編曲は山口朗彦。
「プリズムフレア」
第2期オープニングテーマ。作詞はこだまさおり、作曲はヒゲドライバー、編曲はPowerless、歌唱者はストレイライトが加わる。第7話からは、ノクチルも加わった「プリズムフレア -23 colors-」、特別編では、さらにシーズも加わった「プリズムフレア -25 colors-」に変更。

### エンディングテーマ
各エンディングテーマは挿入歌としても使用されている。また、ボーカル曲は挿入歌としてはボーカルあり、エンディングテーマとしてはインストゥルメンタル版が使用されている。

#### 第1期
「バベルシティ・グレイス」
アンティーカによる第2話エンディングテーマ。作詞は真崎エリカ、作曲・編曲は南田健吾。　
「アルストロメリア」
アルストロメリアによる第3話エンディングテーマ。作詞は鈴木静那、作曲・編曲は森本貴大。
「夢咲きAfter School」
放課後クライマックスガールズによる第4話エンディングテーマ。作詞は古屋真、作曲・編曲は南田健吾。
「ヒカリのdestination」
イルミネーションスターズによる第5話エンディングテーマ。作詞は中村彼方、作曲・編曲は中野領太。
「今のすべてを」
三澤康広による第6話エンディングテーマ。
「W.I.N.G.への軌跡」
三澤康広による第7話エンディングテーマ。
「照らしあう景色」
三澤康広による第8話エンディングテーマ。
「Spread the Wings!!（Off Vocal）」
シャイニーカラーズによる第9話エンディングテーマ。作詞はこだまさおり、作曲・編曲は山口朗彦。
「色とりどりのイメージ」
三澤康広による第10話エンディングテーマ。
「Opening」
宝野聡史による第11話エンディングテーマ。ライブイベント『THE IDOLM@STER SHINY COLORS 1stLIVE FLY TO THE SHINY SKY』で使用されたもの。
「Multicolored Sky」
シャイニーカラーズによる第12話エンディングテーマ。作詞は松井洋平、作曲・編曲は高田暁。

#### 第2期
「混ざりあえば新しい光」
三澤康広による第3話エンディングテーマ。
「Poison Berry Daughters」
シャイニーカラーズによる第4話エンディングテーマ。作詞は古屋真、作曲は小久保祐希と石黒剛、編曲は佐々倉有吾。
「いつだって僕らは」
ノクチルによる第5話エンディングテーマ。作詞・作曲・編曲は秋浦智裕。
「ほんとの気持ちのその先に」
第6話エンディングテーマ。
「橙より未来」
アンティーカによる第7話エンディングテーマ。作詞は真崎エリカ、作曲・編曲はめんま。
「With you」
アルストロメリアによる第8話エンディングテーマ。作詞は鈴木静那、作曲は石黒剛と常楽寺澪、編曲は石黒剛。
「Future Designer」
ストレイライトによる第9話エンディングテーマ。作詞は下地悠。作曲は本多友紀。編曲は水野谷怜。
「さあ舞い上がれ」
放課後クライマックスガールズによる第10話エンディングテーマ。作詞は古屋真、作曲・編曲は金山秀士。
「未来へのSign」
ノクチルによる第11話エンディングテーマ。作詞は秋浦智裕、作曲はHaTo、編曲は石倉誉之。

### 挿入歌

#### 第1期（挿入歌）
「想像のつばさ」
櫻木真乃（関根瞳）による第1話挿入歌。第2期ではOff vocal版が12話のエンディングテーマとして使用。作詞は前田甘露、作曲・編曲は高田暁。
「バベルシティ・グレイス」
アンティーカによる第2話・第7話・第11話挿入歌。
「アルストロメリア」
アルストロメリアによる第3話・第7話・第11話挿入歌。
「夢咲きAfter School」
放課後クライマックスガールズによる第4話・第7話・第11話挿入歌。
「ヒカリのdestination」
イルミネーションスターズによる第5話・第7話・第11話挿入歌。
「ツバサグラビティ（Off Vocal）」
シャイニーカラーズによる第6話・第8話挿入歌。
「Spread the Wings!!」
シャイニーカラーズによる第10話挿入歌。
「虹になれ」
イルミネーションスターズによる第11話挿入歌。作詞は中村彼方、作曲・編曲は藤末樹。
「ハピリリ」
アルストロメリアによる第11話挿入歌。作詞は鈴木静那、作曲・編曲はSHOW（Digz, Inc. Group）。
「太陽キッス」
放課後クライマックスガールズによる第11話挿入歌。作詞は古屋真、作曲・編曲はno_my。

#### 第2期（挿入歌）
「Spread the Wings!!」
シャイニーカラーズによる第1話挿入歌。
「Wandering Dream Chaser」
ストレイライトによる第1話挿入歌・第2話エンディングテーマ。作詞は下地悠、作曲は小久保祐希とYUU for YOU、編曲はYUU for YOU。
「ねぇ、ねぇ、ねぇ」
櫻木真乃（関根瞳）・幽谷霧子（結名美月）・園田智代子（白石晴香）・桑山千雪（芝崎典子）・黛冬優子（幸村恵理）による第4話挿入歌。作詞は渡邊亜希子、作曲・編曲は塚田耕平。
「OPEN the New world」
風野灯織（近藤玲奈）・月岡恋鐘（礒部花凜）・有栖川夏葉（涼本あきほ）・芹沢あさひ（田中有紀）による第4話挿入歌。作詞は下地悠、作曲は本多友紀、編曲は水野谷怜。
「Midnight parade!」
田中摩美々（菅沼千紗）・白瀬咲耶（八巻アンナ）・杜野凛世（丸岡和佳奈）・大崎甜花（前川涼子）・和泉愛依（北原沙弥香）による第4話挿入歌。作詞は真崎エリカ、作曲は本多友紀、編曲は本多友紀と河合泰志。
「CANDY UNIVERSE」
歌：八宮めぐる（峯田茉優）・三峰結華（希水しお）・小宮果穂（河野ひより）・西城樹里（永井真里子）・大崎甘奈（黒木ほの香）による第4話挿入歌。作詞は古屋真、作曲・編曲はats-。
「いつだって僕らは」
ノクチルによる第5話・第12話挿入歌。
「プリズムフレア -23 colors-」
シャイニーカラーズによる第12話挿入歌
「星の数だけ」
イルミネーションスターズによる第12話挿入歌。作詞は渡邊亜希子、作曲・編曲は南田健吾。

## 各話リスト
| 話数   | サブタイトル                   | 絵コンテ                   | 演出                            | 初放送日       |       |       |       |       |       |       |       |       |       |       |       |       |       |       |       |       |       |       |       |       |
| 第1期  | 第1期                          | 第1期                      | 第1期                           | 第1期          | 第1期 | 第1期 | 第1期 | 第1期 | 第1期 | 第1期 | 第1期 | 第1期 | 第1期 | 第1期 | 第1期 | 第1期 | 第1期 | 第1期 | 第1期 | 第1期 | 第1期 | 第1期 | 第1期 | 第1期 |
| ------ | ------------------------------ | -------------------------- | ------------------------------- | -------------- | ----- | ----- | ----- | ----- | ----- | ----- | ----- | ----- | ----- | ----- | ----- | ----- | ----- | ----- | ----- | ----- | ----- | ----- | ----- | ----- |
| 第1話  | 一人分の空、一枚の羽           | 小川諒 岩田健志            | 岩田健志                        | 2024年 4月6日  |       |       |       |       |       |       |       |       |       |       |       |       |       |       |       |       |       |       |       |       |
| 第2話  | ウタという炎                   | 小川諒 玉田有紀            | 岩田健志                        | 4月13日        |       |       |       |       |       |       |       |       |       |       |       |       |       |       |       |       |       |       |       |       |
| 第3話  | 未来への憧れ                   | 小川諒 まんきゅう          | 岩田健志                        | 4月20日        |       |       |       |       |       |       |       |       |       |       |       |       |       |       |       |       |       |       |       |       |
| 第4話  | 本当のヒーロー！               | こうじ                     | 菅井進 岩田健志（ライブパート） | 4月27日        |       |       |       |       |       |       |       |       |       |       |       |       |       |       |       |       |       |       |       |       |
| 第5話  | 3人だけのフォーメーション      | 小川諒 まんきゅう          | 岩田健志                        | 5月4日         |       |       |       |       |       |       |       |       |       |       |       |       |       |       |       |       |       |       |       |       |
| 第6話  | 今のすべてを                   | たかたまさひろ             | 菅井進                          | 5月11日        |       |       |       |       |       |       |       |       |       |       |       |       |       |       |       |       |       |       |       |       |
| 第7話  | W.I.N.G.への軌跡               | 小川諒 まんきゅう 岩田健志 | 岩田健志                        | 5月18日        |       |       |       |       |       |       |       |       |       |       |       |       |       |       |       |       |       |       |       |       |
| 第8話  | 照らしあう景色                 | 小川諒 岩田健志            | 菅井進                          | 5月25日        |       |       |       |       |       |       |       |       |       |       |       |       |       |       |       |       |       |       |       |       |
| 第9話  | 最初の勇気                     | 小川諒 岩田健志            | 岩田健志                        | 6月1日         |       |       |       |       |       |       |       |       |       |       |       |       |       |       |       |       |       |       |       |       |
| 第10話 | 色とりどりのイメージ           | 小川諒 岩田健志            | 菅井進                          | 6月8日         |       |       |       |       |       |       |       |       |       |       |       |       |       |       |       |       |       |       |       |       |
| 第11話 | バトンをつないで               | 小川諒 岩田健志            | 岩田健志                        | 6月15日        |       |       |       |       |       |       |       |       |       |       |       |       |       |       |       |       |       |       |       |       |
| 第12話 | Spread the Wings!!             | 小川諒 岩田健志            | 菅井進                          | 6月22日        |       |       |       |       |       |       |       |       |       |       |       |       |       |       |       |       |       |       |       |       |
| 第2期  |                                |                            |                                 |                |       |       |       |       |       |       |       |       |       |       |       |       |       |       |       |       |       |       |       |       |
| 第1話  | 飛んでく先を決めるのは         | 小川諒 佐藤千沙紀 岩田健志 | 岩田健志                        | 2024年 10月5日 |       |       |       |       |       |       |       |       |       |       |       |       |       |       |       |       |       |       |       |       |
| 第2話  | Straylight.run() // playback   | 小川諒 岩田健志            | 菅井進                          | 10月12日       |       |       |       |       |       |       |       |       |       |       |       |       |       |       |       |       |       |       |       |       |
| 第3話  | 混ざりあえば新しい光           | 小川諒 岩田健志            | 菅井進                          | 10月19日       |       |       |       |       |       |       |       |       |       |       |       |       |       |       |       |       |       |       |       |       |
| 第4話  | Happy Surprise Trick!          | 千田宏                     | 菅井進                          | 10月26日       |       |       |       |       |       |       |       |       |       |       |       |       |       |       |       |       |       |       |       |       |
| 第5話  | 行こうって言ったら、それはもう | 小川諒 岩田健志            | 岩田健志                        | 11月2日        |       |       |       |       |       |       |       |       |       |       |       |       |       |       |       |       |       |       |       |       |
| 第6話  | ほんとの気持ちのその先に       | 小川諒 岩田健志            | 岩田健志                        | 11月9日        |       |       |       |       |       |       |       |       |       |       |       |       |       |       |       |       |       |       |       |       |
| 第7話  | 一番大事なもの                 | 小川諒 岩田健志            | 菅井進                          | 11月16日       |       |       |       |       |       |       |       |       |       |       |       |       |       |       |       |       |       |       |       |       |
| 第8話  | アルストロメリア、なんて       | 小川諒 岩田健志            | 岩田健志                        | 11月23日       |       |       |       |       |       |       |       |       |       |       |       |       |       |       |       |       |       |       |       |       |
| 第9話  | うちとあたしのひとつの結論     | 小川諒 岩田健志            | 菅井進                          | 11月30日       |       |       |       |       |       |       |       |       |       |       |       |       |       |       |       |       |       |       |       |       |
| 第10話 | それが私の夢だって             | 小川諒 玉田有紀 岩田健志   | 菅井進                          | 12月7日        |       |       |       |       |       |       |       |       |       |       |       |       |       |       |       |       |       |       |       |       |
| 第11話 | 私にできること                 | 小川諒 岩田健志            | 岩田健志                        | 12月14日       |       |       |       |       |       |       |       |       |       |       |       |       |       |       |       |       |       |       |       |       |
| 第12話 | 今、この時だけの輝き           | 小川諒 岩田健志            | 岩田健志                        | 12月21日       |       |       |       |       |       |       |       |       |       |       |       |       |       |       |       |       |       |       |       |       |
| 特別編 | SHHis                          | 小川諒 玉田有紀 岩田健志   | 岩田健志                        | テレビ未放送   |       |       |       |       |       |       |       |       |       |       |       |       |       |       |       |       |       |       |       |       |

## 放送局
| 放送期間                | 放送時間                     | 放送局     | 対象地域   | 備考                                 |
| ----------------------- | ---------------------------- | ---------- | ---------- | ------------------------------------ |
| 2024年4月6日 - 6月22日  | 土曜 1:23 - 1:53（金曜深夜） | テレビ東京 | 関東広域圏 | 協力                                 |
| 2024年4月8日 - 6月24日  | 月曜 23:30 - 火曜 0:00       | BS11       | 日本全域   | 協力 / BS放送 / 『ANIME+』枠         |
| 2024年4月10日 - 6月26日 | 水曜 20:30 - 21:00           | AT-X       | 日本全域   | CS放送 / リピート放送あり            |
| 2024年4月12日 - 6月28日 | 金曜 22:30 - 23:00           | BS日テレ   | 日本全域   | BS/BS4K放送 / 『アニメにむちゅ～』枠 |

| 配信開始日    | 配信時間                     | 配信サイト |
| ------------- | ---------------------------- | --- |
| 2024年4月6日  | 土曜 1:53（金曜深夜） 更新   | ニコニコチャンネル |
|               | 土曜 2:00 - 2:30（金曜深夜） | ニコニコ生放送 |
| 2024年4月10日 | 水曜 0:00（火曜深夜） 更新   | TVer ネットもテレ東 ABEMA バンダイチャンネル Amazon Prime Video TELASA J:COM STREAM milplus Hulu U-NEXT DMM TV dアニメストア （本店・ニコニコ支店・for Prime Video） auスマートパスプレミアム アニメ放題 ふらっと動画 YouTube HAPPY!動画 ムービーフルPlus |
| 2024年6月22日 | 土曜 2:00 - 2:30（金曜深夜） | ASOBI CHANNEL |

| 放送期間                 | 放送時間                     | 放送局     | 対象地域   | 備考                                 |
| ------------------------ | ---------------------------- | ---------- | ---------- | ------------------------------------ |
| 2024年10月5日 - 12月21日 | 土曜 1:23 - 1:53（金曜深夜） | テレビ東京 | 関東広域圏 | 協力                                 |
| 2024年10月7日 - 12月23日 | 月曜 23:30 - 火曜 0:00       | BS11       | 日本全域   | 協力 / BS放送 / 『ANIME+』枠         |
| 2024年10月9日 - 12月25日 | 水曜 20:30 - 21:00           | AT-X       | 日本全域   | CS放送 / リピート放送あり            |
|                          | 水曜 22:30 - 23:00           | BS日テレ   | 日本全域   | BS/BS4K放送 / 『アニメにむちゅ～』枠 |

| 配信開始日     | 配信時間                     | 配信サイト |
| -------------- | ---------------------------- | --- |
| 2024年10月5日  | 土曜 1:53（金曜深夜） 更新   | ニコニコチャンネル |
|                | 土曜 2:00 - 2:30（金曜深夜） | ニコニコ生放送 |
| 2024年10月8日  | 火曜 0:00（月曜深夜） 更新   | TVer ネットもテレ東 ABEMA バンダイチャンネル Prime Video TELASA J:COM STREAM milplus Hulu U-NEXT アニメ放題 DMM TV dアニメストア Pontaパス （旧・auスマートパスプレミアム） Lemino YouTube（有料配信） HAPPY!動画 |
| 2024年10月10日 | 木曜 12:00 更新              | ふらっと動画 ムービーフルPlus |

## 関連番組
『アニメ「アイドルマスター シャイニーカラーズ」 Beyond the Friday』のタイトルで、2024年4月12日から6月28日まで毎週金曜23時にASOBI CHANNELにて配信された。MCは池田ななこ（アニメ「アイドルマスター シャイニーカラーズ」プロデューサー）。テレビ東京での放送直前番組として、前回のエピソードを振り返る。第6回（5月17日配信）と第11話（6月21日配信）は生配信。ASOBIプレミアム会員向けにはおまけパートも配信された。
ゲスト
1. 夏目響平、高山祐介（「アイドルマスター シャイニーカラーズ」プロデューサー）
2. 菅沼千紗、八巻アンナ、希水しお、結名美月
3. 黒木ほの香、前川涼子、芝崎典子
4. 河野ひより、丸岡和佳奈、涼本あきほ
5. 関根瞳、峯田茉優
6. 関根瞳、希水しお、永井真理子
7. 高山祐介
8. 河野ひより、黒木ほの香
9. 峯田茉優、菅沼千紗
10. 礒部花凜、涼本あきほ
11. 関根瞳、峯田茉優、夏目響平
12. 田中有紀、和久井優

## 先行上映
1st seasonは第1章が2023年10月27日から11月16日まで、第2章が11月24日から12月14日、第3章が2024年1月5日から25日までそれぞれ先行上映された。
2nd seasonは第1章が2024年7月5日から25日まで、第2章は2024年8月23日から9月12日まで、第3章は2024年9月20日から10月10日までそれぞれ先行上映された。

### イベント
- 2023年10月27日 劇場先行上映第1章 初日舞台挨拶（新宿ピカデリー）[21]
  - 出演 - 関根瞳、礒部花凜、河野ひより、黒木ほの香、高山祐介、池田ななこ
- 2023年11月13日 スタッフトーク（新宿ピカデリー）
  - 出演 - 高山祐介、池田ななこ[22]
- 2024年1月6日  第3章公開記念舞台挨拶（新宿ピカデリー）[23]
  - 出演 - 関根瞳、近藤玲奈、八巻アンナ、涼本あきほ、芝崎典子、夏目響平、高山祐介、池田ななこ
- 2024年7月6日  2nd season第1章上映記念舞台挨拶（新宿ピカデリー）
  - 出演 - 関根瞳、田中有紀、幸村恵理、北原沙弥香、池田ななこ
- 2024年7月7日  2nd season第1章上映記念舞台挨拶（川崎チネチッタ、TOHOシネマズ上野、MOVIX亀有、京成ローザ10）
  - 出演 - 結名美月、永井真里子、前川涼子
- 2024年8月24日  2nd season第2章上映記念舞台挨拶（新宿ピカデリー）
  - 出演 - 和久井優、土屋李央、田嶌紗蘭、岡咲美保
- 2024年9月21日  2nd season第3章上映記念舞台挨拶（丸の内ピカデリー）
  - 出演 - 関根瞳、河野ひより、幸村恵理、和久井優

## 関連商品

### CD
THE IDOLM@STER SHINY COLORS ツバサグラビティ
2024年4月10日発売。第1期主題歌「ツバサグラビティ」を収録したシングル。
収録曲
1. ツバサグラビティ
作詞：こだまさおり、作曲・編曲：山口朗彦、歌：シャイニーカラーズ
2. ツバサグラビティ（イルミネーションスターズVer.）
歌：イルミネーションスターズ
3. ツバサグラビティ（アンティーカVer.）
歌：アンティーカ
4. ツバサグラビティ（放課後クライマックスガールズVer.）
歌：放課後クライマックスガールズ
5. ツバサグラビティ（アルストロメリアVer.）
歌：アルストロメリア
6. ツバサグラビティ（Off Vocal）

THE IDOLM@STER SHINY COLORS プリズムフレア
2024年10月9日発売。第2期主題歌「プリズムフレア」を収録したシングル。
収録曲
1. プリズムフレア
作詞：こだまさおり、作曲：ヒゲドライバー、編曲：Powerless、歌：シャイニーカラーズ
2. プリズムフレア（イルミネーションスターズVer.）
歌：イルミネーションスターズ
3. プリズムフレア（アンティーカVer.）
歌：アンティーカ
4. プリズムフレア（放課後クライマックスガールズVer.）
歌：放課後クライマックスガールズ
5. プリズムフレア（アルストロメリアVer.）
歌：アルストロメリア
6. プリズムフレア（ストレイライトVer.）
歌：ストレイライト
7. プリズムフレア（Off Vocal）

THE IDOLM@STER SHINY COLORS 2nd season ハロウィンアルバム「Happy Surprise Trick!」
2024年10月30日発売。第2期挿入歌を収録したアルバム。
収録曲
1. ねぇ、ねぇ、ねぇ
作詞：渡邊亜希子、作曲・編曲：塚田耕平、歌：櫻木真乃（関根瞳）・幽谷霧子（結名美月）・園田智代子（白石晴香）・桑山千雪（芝崎典子）・黛冬優子（幸村恵理）
2. OPEN the New world
作詞：下地悠、作曲：本多友紀 (Arte Refact)、編曲：水野谷怜 (Arte Refact)、歌：風野灯織（近藤玲奈）・月岡恋鐘（礒部花凜）・有栖川夏葉（涼本あきほ）・芹沢あさひ（田中有紀）
3. Midnight parade!
作詞：真崎エリカ、作曲：本多友紀 (Arte Refact)、編曲：本多友紀・河合泰志 (Arte Refact)、歌：田中摩美々（菅沼千紗）・白瀬咲耶（八巻アンナ）・杜野凛世（丸岡和佳奈）・大崎甜花（前川涼子）・和泉愛依（北原沙弥香）
4. CANDY UNIVERSE
作詞：古屋真、作曲・編曲：ats-、歌：八宮めぐる（峯田茉優）・三峰結華（希水しお）・小宮果穂（河野ひより）・西城樹里（永井真里子）・大崎甘奈（黒木ほの香）
5. Poison Berry Daughters
作詞：古屋真、作曲：小久保祐希・石黑剛、編曲：佐々倉有吾、歌：シャイニーカラーズ
6. ねぇ、ねぇ、ねぇ（Off Vocal）
7. OPEN the New world（Off Vocal）
8. Midnight parade!（Off Vocal）
9. CANDY UNIVERSE（Off Vocal）
10. Poison Berry Daughters（Off Vocal）

THE IDOLM@STER SHINY COLORS 2nd season 主題歌アルバム「Over the prism」
2024年12月25日発売。アニメで使用された各ユニットの新曲6曲を収録。初回限定版は「バベルシティ・グレイス」キャストMV＋メイキングを収録したBDが同梱されている。
収録曲（初回限定版）
DISC1
1. ヒカリのdestination
作詞：中村彼方、作曲・編曲：中野領太 (onetrap)、歌：イルミネーションスターズ
2. 星の数だけ
作詞：渡邊亜希子、作曲・編曲：南田健吾 (agehasprings Party)、歌：イルミネーションスターズ
3. バベルシティ・グレイス (2023 Ver.)
作詞：真崎エリカ、作曲・編曲：南田健吾 (onetrap)、歌：アンティーカ
4. 橙より未来
作詞：真崎エリカ、作曲・編曲：めんま、歌：アンティーカ
5. 夢咲きAfter school
作詞：古屋真、作曲・編曲：南田健吾 (onetrap)、歌：放課後クライマックスガールズ
6. さあ舞い上がれ
作詞：古屋真、作曲・編曲：金山秀士 (Dream Monster)、歌：放課後クライマックスガールズ
7. アルストロメリア
作詞：鈴木静那、作曲・編曲：森本貴大、歌：アルストロメリア
8. With you
作詞：鈴木静那、作曲：石黑剛・常楽寺澪、編曲：石黑剛、歌：アルストロメリア
9. Wandering Dream Chaser
作詞：下地悠、作曲：小久保祐希・YUU for YOU、編曲：YUU for YOU、歌：ストレイライト
10. Future Designer
作詞：下地悠、作曲：本多友紀 (Arte Refact)、編曲：水野谷怜 (Arte Refact)、歌：ストレイライト
11. いつだって僕らは
作詞・作曲・編曲：秋浦智裕 (onetrap)、歌：ノクチル
12. 未来へのSign
作詞：秋浦智裕、作曲：HaTo、編曲：石倉誉之、歌：ノクチル

DISC2
1. 星の数だけ（Off Vocal）
2. 橙より未来（Off Vocal）
3. さあ舞い上がれ（Off Vocal）
4. With you（Off Vocal）
5. Future Designer（Off Vocal）
6. 未来へのSign（Off Vocal）
7. プリズムフレア -23 colors-
歌：シャイニーカラーズ
8. プリズムフレア（ノクチルVer.）
歌：ノクチル

#### ソロ・リミックス盤
THE IDOLM@STER SHINY COLORS SOLO COLLECTION -Beyond the Blue sky part1-
2024年7月27日、ライブ会場限定販売。「ツバサグラビティ」のソロ・リミックスを収録。
THE IDOLM@STER SHINY COLORS SOLO COLLECTION -2nd season LIVE Over the prismシリーズ
2025年3月1日、ライブ会場限定販売。「part1」には「プリズムフレア」、「part2」には「星の数だけ」「橙より未来」「さあ舞い上がれ」「With you」「Future Designer」「未来へのSign」、「part3」には「ねぇ、ねぇ、ねぇ」「OPEN the New world」「Midnight parade!」「CANDY UNIVERSE」、「part4」には「Poison Berry Daughters」のソロ・リミックスを収録。

### BD
| 巻                    | 発売日        | 収録話          | 規格品番  |
| --------------------- | ------------- | --------------- | --------- |
| 1                     | 2024年9月20日 | 第1話 - 第3話   | HPXR-2861 |
| 2                     | 2024年9月20日 | 第4話 - 第6話   | HPXR-2862 |
| 3                     | 2024年9月20日 | 第7話 - 第9話   | HPXR-2863 |
| 4                     | 2024年9月20日 | 第10話 - 第12話 | HPXR-2864 |
| アソビストア特装版BOX | 2024年9月20日 | 第1話 - 第12話  |           |

| 巻                    | 発売日        | 収録話                 | 規格品番  |
| --------------------- | ------------- | ---------------------- | --------- |
| 上                    | 2025年3月28日 | 第1話 - 第6話          | HPXR-3011 |
| 下                    | 2025年3月28日 | 第7話 - 第12話         | HPXR-3012 |
| アソビストア特装版BOX | 2025年3月28日 | 第1話 - 第12話、特別編 |           |